# Jindřich Trpišovský
Jindřich Trpišovský (Praga, 27 de febrero de 1976) es un entrenador de fútbol checo, que actualmente entrena al Slavia Praga de la Liga de Fútbol de la República Checa.

## Carrera como entrenador
Trpišovský comenzó su carrera como entrenador en el modesto SK Horní Měcholupy en 2011. En 2013 abandonó el club, para entrenar al Viktoria Žižkov de la Segunda División checa, lo que supuso un salto en su carrera deportiva.
Sus buenos número en el Viktoria Žižkov, le hicieron fichar el 1 de julio de 2015 por el Slovan Liberec de la máxima categoría de la República Checa. En su primera temporada en el Slovan Liberec quedó tercero en la liga, mientras que en la Copa de la República Checa llegó hasta cuartos de final. En esta temporada también debutó en competición europea, al ser el entrenador del Slovan en la UEFA Europa League 2015-16, donde no pasaron de la fase de grupos.

### Slavia Praga
El 22 de diciembre de 2017, Trpišovský, abandonó el Slovan Liberec, después de que el Slavia Praga le contratase como entrenador.
El técnico logró que el Slavia terminase en segunda posición la temporada, logrando un hueco para los clasificatorios de la UEFA Champions League 2018-19. En ellos cayó ante el FC Dinamo de Kiev, teniendo que conformarse con participar en la UEFA Europa League 2018-19. En la Copa, Trpišovský logró que el Slavia la ganase, rompiendo una racha de 16 años sin levantar la copa nacional.
En la Europa League 2018-19 hizo un gran papel al superar la fase de grupos como segundos clasificados, sólo por detrás del Zenit de San Petersburgo, y superando al Girondins de Burdeos y al F. C. Copenhague. En dieciseisavos de final eliminó al KRC Genk belga y en octavos de final al Sevilla F. C. español, después de vencerles en la vuelta por 4-3 en el Eden Arena, y tras el empate a dos en el Estadio Ramón Sánchez Pizjuán. El Slavia accedía, así, a cuartos de final de una competición europea tras 23 años de ausencia. Finalmente, en cuartos, quedó eliminado por el Chelsea F. C., después de perder tanto en Stamford Bridge, como en el Eden Arena.
En esta misma temporada revalidaron el título de Copa, después de vencer en la final al Baník Ostrava, y lograron, también, el título de Liga, clasificándose para la ronda de playoff de la UEFA Champions League 2019-20. En ella lograron acceder a la fase de grupos, tras superar al CFR Cluj en el playoff. Por desgracia para el conjunto checo, quedaron encuadrados en el grupo de la muerte del torneo, junto al F. C. Barcelona, al Inter de Milán y al Borussia Dortmund. En él, el Slavia terminó en última posición, aunque dio buena imagen, logrando empatar a 0 en el Camp Nou y a 1 en el Estadio Giuseppe Meazza.
En liga revalidó el título, después de un final atípico de la competición, marcado por la pandemia de COVID-19, lo que les dio la clasificación a la ronda de playoff de la UEFA Champions League 2020-21, aunque en esta ocasión cayeron ante el FC Midtjylland, teniendo que conformarse con jugar la Europa League, donde volvieron a superar la fase de grupos. En dieciseisavos de final volvieron a dar la campanada, después de eliminar al Leicester City F. C., tras una victoria por 0-2 en el King Power Stadium.
En los octavos de final de la UEFA Europa League 2020-21 superaron al Rangers F. C., después de empatar a uno en el Eden Arena y vencer 0-2 en Escocia, logrando, así, acceder a los cuartos de final de la Europa League por segunda vez en tres años.

## Estadísticas como entrenador
| Equipo                            | Div.                | Temporada           | Liga  | Liga | Liga | Liga | Liga |       | Copa | Copa | Copa | Copa  |    | Internacional | Internacional | Internacional | Internacional | Internacional |   | Otros | Otros | Otros | Otros |     | Totales     | Totales | Totales | Totales | Totales | Totales | Totales | Totales |
| Equipo                            | Div.                | Temporada           | Part. | G    | E    | P    | Pos. | Part. | G    | E    | P    | Part. | G  | E             | P             | Pos.          | Part.         | G             | E | P     | Part. | G     | E     | P   | Rendimiento | GF      | GC      | Dif.    |         |         |         |         |
| --------------------------------- | ------------------- | ------------------- | ----- | ---- | ---- | ---- | ---- | ----- | ---- | ---- | ---- | ----- | -- | ------------- | ------------- | ------------- | ------------- | ------------- | - | ----- | ----- | ----- | ----- | --- | ----------- | ------- | ------- | ------- | ------- | ------- | ------- | ------- |
| Horní Měcholupy · República Checa | 4.ª                 | 2011-12             | 30    | 19   | 8    | 3    | 1.º  | -     | -    | -    | -    | -     | -  | -             | -             | -             | -             | -             | - | -     | 30    | 19    | 8     | 3   | 72.22%      | 70      | 28      | +42     |         |         |         |         |
| Horní Měcholupy · República Checa | 3.ª                 | 2012-13             | 34    | 12   | 5    | 17   | 13.º | 2     | 0    | 1    | 1    | -     | -  | -             | -             | -             | -             | -             | - | -     | 36    | 12    | 6     | 18  | 38.89%      | 49      | 64      | -15     |         |         |         |         |
| Horní Měcholupy · República Checa | Total               | Total               | 64    | 31   | 13   | 20   | -    | 2     | 0    | 1    | 1    | -     | -  | -             | -             | -             | -             | -             | - | -     | 66    | 31    | 14    | 21  | 54.04%      | 119     | 92      | +27     |         |         |         |         |
| Viktoria Žižkov · República Checa | 2.ª                 | 2013-14             | 30    | 14   | 5    | 11   | 5.º  | 4     | 2    | 1    | 1    | -     | -  | -             | -             | -             | -             | -             | - | -     | 34    | 16    | 6     | 12  | 52.94%      | 46      | 38      | +8      |         |         |         |         |
| Viktoria Žižkov · República Checa | 2.ª                 | 2014-15             | 30    | 16   | 7    | 7    | 4.º  | 4     | 2    | 1    | 1    | -     | -  | -             | -             | -             | -             | -             | - | -     | 34    | 18    | 8     | 8   | 60.78%      | 55      | 31      | +24     |         |         |         |         |
| Viktoria Žižkov · República Checa | Total               | Total               | 60    | 30   | 12   | 18   | -    | 8     | 4    | 2    | 2    | -     | -  | -             | -             | -             | -             | -             | - | -     | 68    | 34    | 14    | 20  | 56.86%      | 101     | 69      | +32     |         |         |         |         |
| Slovan Liberec · República Checa  | 1.ª                 | 2015-16             | 30    | 17   | 7    | 6    | 3.º  | 5     | 2    | 1    | 2    | 10    | 6  | 1             | 3             | FG            | 1             | 0             | 0 | 1     | 46    | 25    | 9     | 12  | 60.87%      | 70      | 51      | +19     |         |         |         |         |
| Slovan Liberec · República Checa  | 1.ª                 | 2016-17             | 30    | 10   | 9    | 11   | 9.º  | 3     | 2    | 0    | 1    | 10    | 5  | 1             | 4             | FG            | -             | -             | - | -     | 43    | 17    | 10    | 16  | 47.28%      | 56      | 47      | +9      |         |         |         |         |
| Slovan Liberec · República Checa  | 1.ª                 | 2017-18             | 16    | 9    | 3    | 4    | Inc. | 3     | 3    | 0    | 0    | -     | -  | -             | -             | -             | -             | -             | - | -     | 19    | 12    | 3     | 4   | 68.42%      | 36      | 20      | +16     |         |         |         |         |
| Slovan Liberec · República Checa  | Total               | Total               | 76    | 36   | 19   | 21   | -    | 11    | 7    | 1    | 3    | 20    | 11 | 2             | 7             | -             | 1             | 0             | 0 | 1     | 108   | 54    | 22    | 32  | 56.79%      | 162     | 118     | +44     |         |         |         |         |
| Slavia Praga · República Checa    | 1.ª                 | 2017-18             | 14    | 8    | 3    | 3    | 2.º  | 3     | 3    | 0    | 0    | -     | -  | -             | -             | -             | -             | -             | - | -     | 17    | 11    | 3     | 3   | 70.59%      | 30      | 13      | +17     |         |         |         |         |
| Slavia Praga · República Checa    | 1.ª                 | 2018-19             | 35    | 26   | 5    | 4    | 1.º  | 5     | 5    | 0    | 0    | 14    | 5  | 4             | 5             | 1/4           | -             | -             | - | -     | 54    | 36    | 9     | 9   | 72.23%      | 112     | 44      | +68     |         |         |         |         |
| Slavia Praga · República Checa    | 1.ª                 | 2019-20             | 35    | 26   | 7    | 2    | 1.º  | 3     | 1    | 0    | 2    | 8     | 2  | 2             | 4             | FG            | 1             | 1             | 0 | 0     | 47    | 30    | 9     | 8   | 70.21%      | 86      | 26      | +60     |         |         |         |         |
| Slavia Praga · República Checa    | 1.ª                 | 2020-21             | 34    | 26   | 8    | 0    | 1.º  | 5     | 5    | 0    | 0    | 14    | 6  | 4             | 4             | 1/4           | -             | -             | - | -     | 53    | 37    | 12    | 4   | 77.36%      | 124     | 44      | +80     |         |         |         |         |
| Slavia Praga · República Checa    | 1.ª                 | 2021-22             | 35    | 24   | 6    | 5    | 2.º  | 3     | 2    | 0    | 1    | 16    | 6  | 4             | 6             | 1/4           | -             | -             | - | -     | 54    | 32    | 10    | 12  | 65.43%      | 116     | 60      | +56     |         |         |         |         |
| Slavia Praga · República Checa    | 1.ª                 | 2022-23             | 35    | 24   | 6    | 5    | 2.º  | 5     | 5    | 0    | 0    | 12    | 6  | 3             | 3             | FG            | -             | -             | - | -     | 52    | 35    | 9     | 8   | 73.08%      | 136     | 43      | +93     |         |         |         |         |
| Slavia Praga · República Checa    | 1.ª                 | 2023-24             | 35    | 26   | 7    | 2    | 2.º  | 3     | 2    | 0    | 1    | 12    | 7  | 1             | 4             | 1/8           | -             | -             | - | -     | 50    | 35    | 8     | 7   | 75.33%      | 109     | 41      | +68     |         |         |         |         |
| Slavia Praga · República Checa    | 1.ª                 | 2024-25             | 35    | 29   | 3    | 3    | 1.º  | 3     | 2    | 0    | 1    | 12    | 4  | 2             | 6             | FG            | -             | -             | - | -     | 50    | 35    | 5     | 10  | 73.33%      | 95      | 35      | +60     |         |         |         |         |
| Slavia Praga · República Checa    | 1.ª                 | 2025-26             | 5     | 3    | 2    | 0    | -    | 0     | 0    | 0    | 0    | 0     | 0  | 0             | 0             | -             | -             | -             | - | -     | 5     | 3     | 2     | 0   | 73.33%      | 9       | 3       | +6      |         |         |         |         |
| Slavia Praga · República Checa    | Total               | Total               | 263   | 192  | 47   | 24   | -    | 30    | 25   | 0    | 5    | 88    | 36 | 20            | 32            | -             | 1             | 1             | 0 | 0     | 382   | 254   | 67    | 61  | 72.34%      | 817     | 309     | +508    |         |         |         |         |
| Total en su carrera               | Total en su carrera | Total en su carrera | 463   | 289  | 91   | 83   | -    | 51    | 36   | 4    | 11   | 108   | 47 | 22            | 39            | -             | 2             | 1             | 0 | 1     | 624   | 373   | 117   | 134 | 66.03%      | 1199    | 588     | +611    |         |         |         |         |
| 1. 2. 3.                          |                     |                     |       |      |      |      |      |       |      |      |      |       |    |               |               |               |               |               |   |       |       |       |       |     |             |         |         |         |         |         |         |         |

### Resumen por competiciones
| Competición                        | Partidos | Ganados | Empatados | Perdidos | %      | Resultado        |
| ---------------------------------- | -------- | ------- | --------- | -------- | ------ | ---------------- |
| Fourth Division                    | 30       | 19      | 8         | 3        | 72.22% | Campeón          |
| Liga de Fútbol de Bohemia          | 34       | 12      | 5         | 17       | 40.19% | 13.º lugar       |
| Liga Nacional de Fútbol            | 60       | 30      | 12        | 18       | 56.67% | 4.º lugar        |
| Liga Checa de Fútbol               | 339      | 228     | 66        | 45       | 73.75% | Campeón          |
| Copa de la República Checa         | 51       | 36      | 4         | 11       | 73.2%  | Campeón          |
| Supercopa de la República Checa    | 1        | 0       | 0         | 1        | 0%     | Subcampeón       |
| Supercopa de Checoslovaquia        | 1        | 1       | 0         | 0        | 100%   | Campeón          |
| Liga de Campeones de la UEFA       | 18       | 6       | 4         | 8        | 40.74% | Fase de grupos   |
| Liga Europea de la UEFA            | 66       | 30      | 12        | 24       | 51.51% | Cuartos de final |
| Liga Europa Conferencia de la UEFA | 24       | 11      | 6         | 7        | 54.16% | Cuartos de final |
| TOTAL                              | 624      | 373     | 117       | 134      | 66.03% | 9 Títulos        |

## Palmarés como entrenador

### Títulos nacionales
| Título                          | Club         | País            | Año     |
| ------------------------------- | ------------ | --------------- | ------- |
| Copa de la República Checa      | Slavia Praga | República Checa | 2017–18 |
| Liga de la República Checa      | Slavia Praga | República Checa | 2018-19 |
| Copa de la República Checa      | Slavia Praga | República Checa | 2018–19 |
| Supercopa de la República Checa | Slavia Praga | República Checa | 2019    |
| Liga de la República Checa      | Slavia Praga | República Checa | 2019-20 |
| Liga de la República Checa      | Slavia Praga | República Checa | 2020-21 |
| Copa de la República Checa      | Slavia Praga | República Checa | 2020–21 |
| Copa de la República Checa      | Slavia Praga | República Checa | 2022–23 |
| Liga de la República Checa      | Slavia Praga | República Checa | 2024-25 |